# Браславський повіт
Браславський повіт — адміністративна одиниця в складі Віленського воєводства Великого князівства Литовського (потім — Речі Посполитої). Центр повіту — Браслав. Площа повіту — близько 5,5 тис. км². На півночі повіт межував з Лівонією.
Повіт був створений в 1566 році в ході адміністративної реформи в Великому князівстві Литовському. До 1700 повіт був перетворений в Браславське воєводство, в яке входили Браслав, Мядель, Нарочь та Вяча.
До складу повіту входили Браславське міське, Дрівятське і Опське староства, а також приватні володіння. Повіт посилав двох депутатів (послів) на Вальний сейм Речі Посполитої. У Браславі збиралися повітові і воєводські соймики — місцеві станово-представницькі органи. В середині XVII століття в повіті було 5613 селянських господарств, а населення становило 44 904 . В 1775 в повіті налічувалося 5888 селянських господарства. В 1790 чисельність населення повіту становила 85 932 осіб.
Повіт був ліквідований в 1795 році після приєднання його території до Російської імперії в ході третього поділу Речі Посполитої.